# Костецький Анатолій Георгійович
Анато́лій Гео́ргійович Косте́цький (6 грудня 1948, Київ — 10 березня 2005, Київ) — український дитячий письменник, перекладач, мовознавець.

## Біографія
Народився Анатолій Георгійович Костецький 6 грудня 1948 року у повоєнному Києві в родині вчителів. Батько сорок років пропрацював учителем фізики й математики, мати тридцять вісім років викладала російську мову й літературу. Письменник щиро пишався тим, що був киянином у четвертому поколінні, а рідні шанувалися як люди інтелігентні й совісні. Отримав добру початкову освіт в родині: бабуся чудово розповідала казки, а мама брала його трирічного із собою на заняття, тому в чотири Толя уже навчився читати, а в п'ять — писав. Із дитинства добре грав у шахи та плавав. Звичку до щоденних занять спортом і читання мав по тому і в найгірші часи свого життя.
Із майбутньою професією, за власними спогадами Анатолія Георгійовича також "визначився" ще в дошкільному віці. Розповідав, що, коли у дитячому садку (який таки відвідав півроку перед школою), його запитували: "Ким ти хочеш бути?", впевнено відповідав: "Письменником!".
Навчався у відомій серед киян школі № 92, що успадкувала освітні традиції знаної Колегії Галагана та де на той час вчилися діти столичної номенклатури, зокрема й мистецької. У численних виступах згодом любив жартувати, що: "Дитинство було важке : класний керівник — тато; "нормальні" діти після школи відпочивали від учителів, а в школі від батьків, а  мене вчителі і вдома і в школі...". Та саме шкільну дружбу і відчуття надійного чоловічого товариства, як і велику щиросердну повагу до шкільництва й Учителя загалом, зберігав у душі впродовж усього життя.
Зі шкільної лави розпочався також свідомий шлях хлопця в літературу. Уже в першому класі Анатолій мав зошит із власними віршами. У п'ятому отримав на шкільному конкурсі диплом за поезії, присвячені Тарасові Шевченку. В подальшому, як і більшість початківців, писав ліричні вірші про природу та кохання й мислив себе, звичайно, автором "дорослим".
Але на початку 1960-х років "фізика" видавалася юнакам значно прогресивнішою, та й перспективнішою "лірики". Відтак, із восьмого класу Анатолій навчався у технікумі радіоелектроніки (1963 рік), тоді ж отримав звання майстра спорту з плавання. Та мав у юності стільки різних інтересів і вподобань, що коли настав час обирати професію, вступив відразу і до Київського політехнічного інституту (нині — Національний технічний університет України «Київський політехнічний інститут імені Ігоря Сікорського»), і на відділення структурної та прикладної лінгвістики Київського державного університету імені Т. Г. Шевченка (нині — Київський національний університет імені Тараса Шевченка). Успішно навчаючись в обох вузах, юнак зрештою зробив остаточний вибір на користь філології. А відтак, по закінченні навчання, у 1971 році вступив до аспірантури рідного університету. До 1974 року молодий науковець досліджував поезію Анни Ахматової, Велимира Хлєбникова, Бориса Пастернака та інших під керівництвом академіка О. І. Білецького. У 1975 році успішно захистив дисертаційне дослідження "Содержательные функции поэтической графики" на звання кандидата філологічних наук і залишився викладати в університеті. Із 1979 року А. Костецький — доцент кафедри загального мовознавства і класичної філології. Викладав нормативні курси "Вступ до мовознавства", "Загальне мовознавство" на філологічному та романо-германському факультетах. Опублікував близько двох десятків робіт, зокрема «Содержательные функции поэтической графики» (Київ, 1975), «Лингвистическая теория В. Хлебникова» (1975), «Опыт сопоставительного анализа двух семиотических систем» (1981) та інші.
Та наукова кар'єра, хоча й розпочалася вдало і стрімко розвивалася, не стала визначальною у долі письменника. Ще 1967 року поет-початківець знаходить щирого учителя в особі Михайла Стельмаха, однієї з ключових постатей українського літературного процесу тієї доби та батька його найближчого товариша Ярослава Стельмаха. Той щедро ділиться з працьовитим обдарованим хлопцем секретами творчості, опікується його долею. Анатолій Костецький згадував: "Бувало, тиждень-другий я не подавав голосу, і Михайло Панасович телефонував мені сам. Турбувався: "Ти що, кинув писати?...Ні? Тоді чого не несеш?"".
У 1969 році у журналі «Україна» вперше друкують невеличку добірку віршів студента-кібернетика: "Моряки не зіб'ються з курсу..." ; "Чисті очі будинків — вікна..." ; "Дерева не сплять ночами..." та "Не кожен день минають туга й біль...". Але чутливий до істинного осердя всякого поетичного обдарування Михайло Стельмах радить: "Отут я бачу в тебе щось... інфантильне. Спробуй писати для дітей". І Анатолій Костецький із довірою справжнього учня береться писати твори для дітей. Як сам згодом розповідав, "за кілька днів написав рівно дюжину віршів й відніс йому". Щось із того таки сподобалось М. Стельмахові. І аж так, що на черговому письменницькому з'їзді метр згадав нікому не знаного початківця у вступі: "...хочу звернути увагу нашого чуйного дитячого видавництва "Веселка" на поки що зовсім невідоме прізвище майбутнього дитячого письменника Анатолія Костецького" та ще й прочитав вірш "Сонячні зайчики". За рік Анатолій Георгійович написав півтори сотні творів для дітей. "З них залишив тільки десяток, інші викинув і не згадував. Про ті дванадцять віршів, залишених Михайлові Панасовичу, — теж забув і думати". Та саме з них у 1972 році М. Стельмах без відома Костецького під власною редакцією уклав і видав першу книжечку віршів молодого поета "Джміль про сонечко гуде" у видавництві «Веселка».
Так, трохи з примусу класика, а ще більше — за покликом долі, Анатолій Костецький став саме дитячим письменником. І коли за багато років по тому Богдан Чалий запитав його, чи не шкодує, що так сталося, що визнаний і працює лише як "дитячий" автор, відповів: "Тільки дитячий! Нас, дитячих, читатиме мінімум два покоління. Адже батьки передають своїм дітям те, що їм сподобалося в дитинстві. Читатимуть власним дітям літературу, яка колись припала їм до серця".
Із того часу поетичні, а згодом і прозові твори Анатолій Георгійовича виходили друком майже щороку: «А метеликам весело» (1976), «Весняні дарунки» (1976), «Постукай у моє вікно» (1978), «Все про мене» (1977), «Все — як насправді» (1980), «Суперклей Христофора Тюлькіна, або „Вас викрито — здавайтесь!“» (1984), «Бюро знахідок» (1985), «Як зробити день веселим» (1985), «Мінімакс — кишеньковий дракон, або День без батьків» (1987), «Нас батьки не розуміють» (1991), «Пригодам — ура!» (1995), «Мої та твої таємниці» (2005) та інші.
Та й буденне життя письменника було яскравим і насиченим, вирувало подіями, почасти драматичними, інколи — сатиричними. Досі згадується усім "громовий бас" і розкішні "броваті" вуса А. Костецького, його здатність не описувати, а показувати події "в артистично явлених картинах з дійовими особами літпроцесу", футбол і витівки з друзями-митцями. Попри вимоги "правил", він не носив краватки і навіть "...у місті, при костюмі, не приймав цього атрибута офіційних імпрез. Вона сковувала його, зізнався якось, ніби зобов'язувала до втрати невимушеності й щирості у спілкуванні, нав'язувала зовнішній антураж замість суті. Мав А. Костецький характер свободолюбний, у деяких випадках — романтичний...". Оточував себе людьми так само яскравими, палкими, амбітними та безмежно талановитими, бунтівними і нагло спраглими волі та чину. Ці діти повоєнного радянського "розквіту" уже не вміли боятися і ще не знали, що вдіяти зі своєю "щасливою" несвободою. Тому почасти гірко читати спогади про їхні походеньки того ж Дмитра Стельмаха, котрий у передмові до своєї книги "Скелети в письменницьких шафах" зазначив: "Коли я розповідав про свого брата і його найближчих друзів, про освічених, вродливих і обдарованих хлопців, про їхні безжурних подруг та бурхливі розваги, то аж ніяк не прагнув сенсаційності, що вирізняє жовту пресу. Я писав із жалем про щасливих людей, які народилися по війні, були всім забезпечені й жили, як у Христа за пазухою, однак їхні найкращі риси поглинув алкоголь і нескінченні втіхи. Мені щиро шкода, що життя цих людей урвалося до часу. Вони, енергійні й талановиті, мали би жити і зробити ще багато гарного".
Але пам'ятаєте у Василя Симоненка:
Хто сказав, що все уже відкрито —
Нащо ж ми народжені тоді?
Як нам помістити у корито
Наші сподівання молоді?
Це теж про те саме покоління, тих самих «славних хлопців», яким не випало стати «героями» у «великій війні» і вже не випадало ставати ними де інде...
На початку 1980-х років Анатолій Костецький припинив викладацьку діяльність і повністю присвятив себе творчості для дітей. Працював зівідувачем редакції літератури для дітей середнього шкільного віку у видавництві «Веселка», редагував дитячий журнал «Барвінок», де він за словами О. Кавуненка "...мало сказати : працював — творив мистецьку політику цього надзвичайно популярного тоді дитячого часопису". Саме у ці роки виступив також укладачем низки популярних свого часу тематичних збірок поезії та оповідок для наймолодших читачів (як то, «Ми в Києві», «Рідна Вітчизна», «Давайте дружить» тощо).
Цікаво, що перечитуючи за посадовими обов'язками чи не все, що тоді видавалося в Україні й не лише для дітей і будучи людиною зацікавленою, небайдужою, А. Костецький дуже зрідка відгукувався рецензіями на твори колег. Серед винятків — його світлі роздуми над казкою Всеволода Нестайка «Пригоди журавлика» (1980), дискусійна репліка про наукову-популярну літературу, спровокована книгою Анатолія Маркуші «Щит героя» (1981) та рецензія-роздум на підтримку повісті Василя Довжика «Перерваний урок» (1992), котру висували на здобуття літературної премії імені Лесі Українки.
Кінець 1980-х  — початок 1990-х років, попри всі соціальні катаклізми й економічні негаразди, став для А. Костецького часом максимальної реалізації та визнання. У 1986 році за повість «Мінімакс — кишеньковий дракон, або День без батьків» його відзначили літературною премією імені Миколи Трублаїні. З 1988 року починаючи, А. Костецький увійшов до редакційної колегії єдиного на той час в Україні фахового щорічника, присвяченого питанням дитячої літератури, «Література. Діти. Час». Це видання, поряд із всесоюзним московським часописом «Детская литература», неодноразово ставало для письменника та дослідника відкритою трибуною для полеміки і роздумів. У 1994 році його збірка казкових, фантастичних і пригодницьких повістей «Мінімакс — кишеньковий дракон, або День без батьків», а також збірки віршів «Як зробити день веселим», «Нас батьки не розуміють» та повість «Постукай у моє вікно» були відзначені однією з найвищих літературних нагород тогочасної України — премією імені Лесі Українки.
Сам будучи людиною "щасливою" на зустрічі з вчителями, А. Костецький щиросердно опікувався авторами-початківцями, намагався уберегти талант від ремісництва, але й від ліні та самовпевненості також. Із практики буденного спілкування з творчою молоддю народилися його статті для журналу «Піонерія» про секрети творчості «Як писати вірші?» (1978, № 9), «Дрібниць у творчості нема» (1982, № 2) тощо.
Анатолій Костецький листувався з читачами журнала "Піонерія". Письменниця Ганна Лупинос досі на поетичних зустрічах з початківцями цитує його лист до неї, де Анатолій пояснює їй, ще 12-річній початківці, що таке Поезія. " Пересічна людина скаже: "Сонце сідає". А поет скаже: "На заході хтось маків насадив". Письменниця Ганна Лупинос і досі зберігає листи Анатолія Костецького і згадує його з щирою вдясністю.
Із жовтня 1998 року й до 2000-х років А. Костецький разом із Тамарою Стратієнко вів на українському радіо цикл передач «Пригоди славнозвісних книг», знайомлячи дітей із шедеврами вітчизняної та зарубіжної дитячої літератури. Готуючись до програм, він публікував на сторінках журналу «Початкова школа» розлогі статті про життя та творчість Френка Баума та О. Волкова, Карло Коллоді та Олексія Толстого, Дмитра Білоуса та Всеволода Нестайка, Сельми Лагерлеф та Туве Янссон, Марка Твена та К. Нестлінгер, Януша Корчака і О. Пройслера, Ярослава Стельмаха та Віктора Близнеця, Оксани Іваненко і Остапа Вишні, Еріха Кестнера та Памели Треверс, Льюїса Керрола та Василя Короліва-Старого. Чимало з цих імен зазвучали тоді вперше у публічному просторі України. У 2005 році редакція «Початкової школи» видала цю чудову добірку окремою книжкою «Пригоди славнозвісних книг», яка й досі є зразком вдумливої та захоплюючої розмови з дитиною про дитячу літературу та її творців.
Та ще задовго до того, із середини 1970-х років дослідник публікував десятки статей про всесвітньо знаних і знакових саме для української дитячої книги авторів, зокрема оглядові (про життя та творчість лауреатів премії імені Г. Х. Андерсена, літературних премій республік СРСР чи авторів славнозвісного «Перця»), а також ювілейні (як-от, на пошану Антона Макаренка, Андрія М'ястківського, Миколи Трублаїні, Михайла Стельмаха, Олекси Коваленка, Сергія Носаня, Юрія Збанацького, Василя Довжика, Богдана Чалого та ін.). Ці вдумливі глибокі розвідки й досі актуальні, адже А. Костецький умів бачити в творчості колег-письменників найвагоміше, той квант Божого дару, що давав шанс цьому доробку не лише залишитися в історії української літератури, а й стати живою часточкою її майбутнього.
Тому письменник доклав чимало зусиль до видруку книжок своїх колег і, забираючи час від власної творчості, часто виступав укладачем різноманітних  тематичних збірок. Передмови, написані А. Костецьким до цих видань, попри їхню стислість, містять дуже влучні та вичерпні характеристики творчості Платона Воронька та О. Єфімова, Анатолія Алексіна та Владислава Крапивіна, Астрід Ліндгрен та Рауля Чілачави та інших. А широкі всупні статті, написані для видань серії «Шкільна бібліотека» та низки хрестоматій, є повноцінними дослідженнями жанру народної та літературної казки в українській, російській та радянській традиції, а також засадничих принципів дитячої літератури.
Наприкінці буремних 1990-х років А. Костецький, як і більшість фахових літераторів на той час, намагався знайти нові ніші для самореалізації (заробітку) у бурхливому швидкозмінному бутті України. Він пробував себе у написанні казок для телебачення та пісень («А я найбільше хочу», музика В. Лепешка; «Пісенька про машини» з мультфільму «Казка про машини», музика А. Мухи), переказував казки народів світу для новостворюваних комерційних серій і складав абетки, писав сценарії шкільних свят для редакції «Початкової школи» та «Бібліотечки вихователя дитячого садка» тощо. У 1998 році разом із художником І. Авсенєвим навіть заснував "новий, незвичайний, розважально-навчальний журнал-сюрприз" для дітей «Біла Ворона». Але попри цікаві задуми та захоплені відгуки на перше число цього журналу таких корифеїв як В. Нестайко, видання так і не відбулося як повноцінний проект.
Багато років поспіль письменник був головою Творчого об'єднання дитячих письменників Київської міської організації Національної спілки письменників України та активно співпрацював зі школами і бібліотеками. Деякий час навіть працював у Національній бібліотеці України для дітей.
У серпні 2001 році трагічно загинув близький друг письменника — прекрасний драматург і непересічна творча людина Ярослав Стельмах. Загинув безглуздо, ніби "запрограмувавши" власну смерть однією зі своїх п'єс. А 10 березня 2005 року, так само унаслідок трагічного випадку, котрий прямо перегукується із його програмною поезією, пішов із життя сам Анатолій Георгійович Костецький. Похований митець на Байковому кладовищі (ділянка № 18).

Могила Анатолія Костецького

## Творчість
Ще за життя письменника вийшло друком понад півсотні його книжок для дітей, близько тисячі віршів були опубліковані у різноманітних збірках і ЗМІ, їх перекладали російською, молдавською, чуваською, польською, німецькою, угорською та іншими мовами, вводили до шкільних підручників для молодших школярів, зокрема «Букварів» та найрізноманітніших читанок.
Традиція включення віршів, а згодом і прози письменника до шкільних посібників і програм започаткована появою у 1980 році вірша «Батьківщина» у збірнику творів для позакласного читання в 3 класі «Криничка». За три роки (у 1983 році) він увійшов уже до основної «Читанки» для 1 класу (за редакцією Н. Ф. Скрипченко, О. Я. Савченко та К. М. Жаленко), а «Казка про сім неділь у тижні» — до «Читанки» для 3 класу (за редакцією М. А. Білецької та В. В.Спасенко). На 1990 рік лише до програми 1 класу уже входили вірші А. Костецького "Все починається з мами", "Загадкова розмова", "Проста арифметика" та "Батьківщина".
Нині твори письменника є в усіх основних і додаткових посібниках для молодшої школи та дошкільнят. Адже, як точно зауважив свого часу О. Кавуненко, вони "...навчають дитину дивитися на світ добрими очима, де з усміхом, де серйозно (а у всіх випадках — надзвичайно доступно, популярно, добірною українською мовою) оповідають про неперейдешні цінноті буття, про справжнє і хибне, про добро і зло та межу між ними. Відтак — робити свій вибір, будувати взаємини з оточенням на засадах любові, а не її антиподів". А ці завданн літератури для дітей ніколи не "застаріють" і не втратять "методичної актуальності", як і потреба у високохудожній щиросердній розмові дорослого з дитиною.
На початку свого творчого шляху Анатолій Костецький мислив себе поетом-ляриком. Кілька його поетичних добірок побачили світ на шпальтах «Літературної України» та «Молодої України» ще у 1970-х роках. Та лише у 1988 році, до свого сорокаріччя видав у «Молодій Україні» єдину "дорослу" збірку віршів «Визначеність», котра однозначно засвідчує неймовірну чистоту й силу ліричного обдарування поета.
У збірці поет відверто говорить із найріднішими — учителем ("Сад учителя"), друзями («Визначеність»), втраченими й віднайденими коханими («Солодкі імена жіночі...», «Наталя...», «Така наївна і така тендітна...», «Моя пізня любове, любове остання!..» та ін.), але найбільше — з Творцем у його опредмеченій "органній" формі живого Божого світу довкола нас.
Перші збірки молодого автора для дітей («Джміль про сонечко гуде», 1972 ; «А метеликам — весело», 1974; «Весняні дарунки», 1976; «Все про мене», 1977) привабили читачів та критиків своєю дзвінкою поетичністю та грайливістю. Одним із перших на сторінках журналу «Дніпро» відгукнувя на появу нового імені в літературі для дітей Ю. Покальчук (1975). Згодом творчість молодого українського автора глибоко проаналізував у всесоюзному спеціальному часописі "Детская литература" В. Александров (1978), на появу збірки "Лист до птахів" відгукнувся на шпальтах «Друга читача» Ю. Косенко (1980).
Твори Анатолія Костецького видавались у багатьох україномовних виданнях. Так, із жовтня 1975 року (публікація «Оленки та опеньки») й упродовж усього життя поет друкувався у журналі «Барвінок», із березня 1981 року (публікація «Сонечкова мама») — у журналі «Малятко», із березня 1982 р. (публ. "Все починається з мами") — у журналі "Початкова школа". Також вірші А. Костецького для дітей часто публікували журнали "Прапор" (із 1977 р.), "Ранок" (із 1979 р.), "Дніпро" (з 1981 р.), "Дружко вперед", Чехословаччина із 1983 р.), "Радянська жінка" (із 1984 р.), "Дошкільне виховання" (із 1985 р.), "Дивослово" (із 2004 р.), а також газети "Сільські вісті" (із 1976 р.), "Друг читача" (із 1977 р.), "Зірка" та "Радянська Україна" (із 1984 р.), "Комсомолец Донбасса", "Комсомолець Запоріжжя", "Комсомолець Полтавщини", "Комсомольське плем'я", "Молода гвардія", "Радянська освіта" (із 1985 р.), "Комсомольська зірка", "Корчагінець", "Ленінська молодь", "Ленінське плем'я", "Молодий буковинець", "Прапор перемоги" (із 1987 р.), "Запорізька правда" (з 1991 р.), "Вільне слово" (з 1994 р.), "Вісті" (з 2004 р.). По смерті поета його відомі та віднайдені поезії друкували також і численні нові педагогічні та дитячі видання, як-то "Початкове навчання та виховання", "Розкажіть онуку", "Зростаємо разом", "Пізнайко", «Мамине сонечко», «Маленький Розумник» та ін.
Вірші Анатолія Костецького залюбки брали укладачі найрізноманітніших щорічних, серійних, тематичних і репертуарних видань для малюків і молодших школярів. Уже з 1975 року А. Костецький був постійним автором настільної книжки-календаря для дітей "Дванадцять місяців", із 1986 р. — збірочки-щорічника "Календарик-дошколярик". Його поезії публікували у збірках "Про маму і про матір", "Хто як кричить?" (1990) та "Мої іграшки" (1991) серії "Перші книжечки дитячого садка", "Слово до слова — весела розмова" серії "Шкільна бібліотека" (з 1994), а також "Українські літературні казки" (2002, 2003) та "Веселі вірші" (2003) серії "Хрестоматія школяра".
Вірші А. Костецького також постійно присутні чи не у всіх відомих тематичних збірках для малят зразка "Весняні дзвіночки" (1974), "У труді зростаємо" (1978, 1982), "Дударик" (1979), "Наша мати" (1981), "Дружба читається з усмішки" (1982), "Моя Батьківщина" (1983), "Криничка" (1985, 1986), "Веселий ярмарок" (1985, 1988), "Перший раз — у перший клас" (1986), "Джерельце" (1987, 1989), "Любій матусі", "Ой весела в нас зима", "Улюблені вірші - 2" (2003) тощо. Є вони і в репертуарному збірнику "Цвіт землі" (1988), збірці сценаріїв шкільних свят "Смійся та грай, світ пізнавай" (2000) та інших подібних. Посіли вони своє почесне місце і в "меморіальних" збірках зразка зібрання віршів, оповідань і казок, надрукованих у журналі "Барвінок" (1977) чи антології української літератури для дітей (у 3-х томах) "Веселка" (т. 2, 1984).
У 1988 році до сорокаліття А. Костецького, видавництво "Веселка" видає томик його поетичного доробку для дітей "Все про тебе та про всіх" із передмовою Богдана Чалого та сюжетними малюнками В. Г. Горбачова, об'єднавши в одній книжці найвідоміші поезії, віршовані казки та поему.За великим рахунком саме це видання стало своєрідним підсумком його поетичної творчості. Адже в наступні роки письменники зосереджувався здебільшого на прозових творах,підготовці матеріалів про долі найвідоміших дитячих книг для циклу авторських радіопередач, написанні сценаріїв дитячих свят тощо.
У 1989-1990 роках, зважаючи на висунення доробку А. Костецького на премію імені Лесі Українки, його твори рецензувалися найбільш широко за життя митця. Тоді про поезію Анатолія Костецького писали С. Григорьев ("Детская литература", 1990), С. Іванюк ("Дніпро", 1989), О. Корф ("Детская литература", 1991), В. Нестайко ("Літературна Україна", 1989), Н. Никифоров ("Сільсікі вісті", 1990), Г. Почепцов ("Літературна Україна", 1990), І. Рябініна ("Молодь України", 1990) та ін.
Вірші Анатолія Костецького,у ті роки і в подальшому, здебільшог перевидавались "Веселкою" у формі книжок-картинок ("Ходім на наш майданчик", 1989), книжок-планшеток ("Про розумного кота", 1991), тематичних збірок із незначними вкрапленнями нових текстів ("Як зробити день веселим", 1989 ; "Нас батьки не розуміють", 1991) чи книжок-"перевертів" із саморобками всередині ("Гарно бути котиком" / "Гарно бути песиком", 2005). Окремі вірші виходили також у серії збірок "Дзвіночок" харківського видавництва "Ранок" ("Летючий жираф", "Полювання на кота" 2001 та 2003).
У 2003 р. видавництво часопису "Початкова школа" публікує останню найповнішу прижиттєву збірку віршів і віршованих казок А. Костецького для малят "Мої та твої таємниці" із передмовою В. З. Нестайка та малюнками А. П. Василенка. До неї увійшов цикл нових віршів А. Костецького "Про Івана Бобиря — дивака і школяра" та поезії з раніше виданих збірок.
У 2016 році в київському видавництві "Час майстрів", світ побачила окрема посмертна збірка віршів А. Костецького — "Віршаки-розбишаки". Уклав її та написав передмову Ю. В. Нікітінський, чиї перші кроки в дитячу літературу благословив свого часу Анатолій Георгійович. А проілюстрував один із найперспективніших сучасних дитячих авторів і дожник — Дмитро Кузякін (Д. Кузьменко).

### «Мінімакс— кишеньковий дракон, або день без батьків»
Найвідоміша фантастично-пригодницька повість Анатолія Костецького «Мінімакс — кишеньковий дракон, або день без батьків» вперше була надрукована у журналі «Піонерія» впродовж чотирьох місяців (№ 4-7) 1986 р. За рік по тому, у 1987 році вона дає назву виданій у «Веселці» з ілюстраціями В. Г. Горбачова збірці, куди увійшли також три раніше видані казкові повісті письменника.
Слід зазначити, що саме «Мінімакс…» — єдиний прозовий твір А. Костецького, котрий був широко прорецензований та обговорений у пресі за його життя. Про нього писали Л. Лавріненко («Літературна Україна», 1988), В. Терен («Сільсікі вісті», 1988), В. Улогов («Комсомольское знамя», 1988), С. Іванюк («Дніпро», 1989), В. Нестайко («Літературна Україна», 1989).
Події повісті розгортаються 31 серпня (останнього дня канікул) у приміському селі Круглику, де малі «дачники» Оленка та Олег Валяйки випадково стикаються зі справжнісіньким драконом із планети Драконії (що в сузір'ї Дракона) Мінімаксом Першим. Але ця дивовижна істота — лише каталізатор, який виявляє приховані у звичайному довкіллі дива. Та нічого казкового у них нема. «Добра» тітонька Ізольда Сократівна виявляється підступною, жорстокою та жадібною пані, котра веде подвійне до смішного («царська» кімната, захована у вбогому інтер'єрі хати, гроші в буквальному сенсі в «банках») життя. «Страшний» сторож озера — щиросердним Максимом Максименком, аспірантом-кібернетиком. «Злий» котяра Рекс крутія Петька Психолога — затравленою, спраглою ласки істотою. А підступний ворон Креня — заляканим і одуреним із самого дитинства мудрим і справедливим птахом.
По суті, письменник описує наше буденне життя. Описє з безжальною чесністю та точністю. І дракон-прибулець із іншої планети виявляється в ньому «доброю» пригодою, порівняно із узвичаєним обманом, підлістю, підступністю та безвідповідальністю.
Твори:
- «Джміль про сонечко гуде»;
- «А метеликам — весело»;
- «Весняні дарунки»;
- «Все про мене»;
- «Лист до птахів»;
- «Постукай у моє вікно» (1977);
- «Все — як насправді» (1980);
- «Хочу літати» (1981);
- «Суперклей Христофора Тюлькіна, або „Вас викрито — здавайтесь!“» (1984);
- «Мінімакс — кишеньковий дракон, або День без батьків» (1987).

## Перекладацька діяльність
Упродовж усього свого життя Анатолій Костецький плідно працював і як перекладач. Його перші переклади з англійської для дітей (Д. Біссет) були опубліковані у травневому числі "Барвінку" за 1975 р. По тому письменник постійно перекладав для цього часопису, а також для журналів "Піонерія" (згодом "Однокласник") і "Малятко" твори російськомовних колег із України та СРСР загалом (як-то: В. Гоцуленка, Р. Заславського, Ю. Нечипоренка, Г. Почепцова, В. Пузія, Є. Чеповецького; А. Барто, К. Буличева, В. Лєвіна, Д. Хармса, К. Чуковського; Я. Акима, М. Алімбаєва, К. Баянбаєва, К. Тангрикулієва та інші). Так само друкувалися його переклади з білоруської, грузинської, естонської, чеської, польської, німецької, а також вірменської, азербайджанської, туркменської мов.
Також письменник перекладав українською чималу кількість казок народів світу та створив авторський україномовний переказ казкової повісті А. Мілна "Вінні-Пух та Всі-Всі-Всі".

## Відгуки про митця та його творчість
О. Кавуненко:
"...Анатолій Костецький — митець надзвичайно тонкого поетичного мислення, глибокої, безумовно, вишуканої обдарованості, несподіваної асоціації. І водночас тут — природна плинність вірша; передтобою — не випадкові співзвуччя, не гра в рими.., а класична виваженість у поєднанні з ажерною невагомістю поетичних конструкцій. Головне для нього не лише вибір слова, а його магія.
Захоплює схвильована риміка Анатолієвих віршів, чаруючий звукопис, алітерації, натхнення, ніби на одному подиху змальована картина природи чи людського почування".
В. Александров:
"...поет бездоганно володів "мовою дитинства", що давало йому змогу природно висловити специфічну готовність дітей до активного пізнання світу, а також поетично засвідчити віру у незаперечну ясність дитячого світогляду та чистого оптимізну дітвори".